# Enrique Bernoldi
Enrique Antônio Langue de Silvério e Bernoldi  (19. října 1978, Curitiba, Brazílie) je brazilský automobilový závodník.

## Kariéra před formulí 1
V roce 1987 začal závodit na motokárách a vyhrál mnoho regionálních a národních titulů. V sedmnácti letech se přesunul do Evropy, kde roku 1995 začal závodit ve Formuli Alfa Boxer v Itálii, kde skončil čtvrtý. V roce 1996 vstoupil do Evropské Formule Renault a byl střídavě úspěšný, dokonce vyhrál závěrečný závod tohoto seriálu. Následující rok zvítězil v devíti závodech a stal se tak evropským mistrem. Pro rok 1997 přestoupil do britské Formule 3, kde v první sezoně skončil na páté pozici. O rok později (1998) získal druhé místo díky šesti vyhraným závodům.
V letech 199 a 2000 závodil ve Formuli 3000, kde se umístil na 18. a 16. místě.

## Formule 1
V sezonách 1999 a 2000 testoval pro tým Sauber.
Pro rok 2001 byl jmenován druhým jezdcem týmu Arrows, kde závodil po boku zkušeného Holanďana Jose Verstappena. Nezískal žádný bod a známý se stal hlavně díky tomu, že v Grand Prix Monaka 2001 držel za sebou po 35 okruhů tehdejšího kandidáta na titul Davida Coultharda. V roce 2002 jezdil opět za Arrows až do Grand Prix Německa 2002, po které musel tým ze soutěže odstoupit z finančních důvodů.
V letech 2004 a 2005 patřil Bernoldi mezi testovací jezdce tým British American Racing.

## Kompletní výsledky ve Formuli 1
| Legenda k tabulce | Legenda k tabulce                                                                       |
| Barva             | Výsledek                                                                                |
| ----------------- | --------------------------------------------------------------------------------------- |
| Zlatá             | Vítěz                                                                                   |
| Stříbrná          | 2. místo                                                                                |
| Bronzová          | 3. místo                                                                                |
| Zelená            | Bodované umístění                                                                       |
| Modrá             | Nebodované umístění                                                                     |
| Modrá             | Dokončil neklasifikován (NC)                                                            |
| Fialová           | Odstoupil (Ret)                                                                         |
| Červená           | Nekvalifikoval se (DNQ)                                                                 |
| Červená           | Nepředkvalifikoval se (DNPQ)                                                            |
| Černá             | Diskvalifikován (DSQ)                                                                   |
| Bílá              | Nestartoval (DNS)                                                                       |
| Bílá              | Závod zrušen (C)                                                                        |
| Světle modrá      | Pouze trénoval (PO)                                                                     |
| Světle modrá      | Páteční testovací jezdec (TD)                                                           |
| Bez barvy         | Netrénoval (DNP)                                                                        |
| Bez barvy         | Vyřazen (EX)                                                                            |
| Bez barvy         | Nepřijel (DNA)                                                                          |
| Bez barvy         | Odvolal účast (WD)                                                                      |
| Bez barvy         | Nezúčastnil se (prázdné)                                                                |
| Označení          | Význam                                                                                  |
| Tučnost           | Pole position                                                                           |
| Kurzíva           | Nejrychlejší kolo                                                                       |
| †                 | Jezdec nedojel do cíle, ale byl klasifikován, protože odjel více než 90 % délky závodu. |
| ‡                 | Byl udělován poloviční počet bodů, protože bylo odjeto méně než 75 % délky závodu.      |
| Horní index       | Umístění bodujících jezdců ve sprintu                                                   |

| Rok  | Tým                    | Šasi       | Motor        | 1       | 2       | 3       | 4       | 5       | 6       | 7      | 8       | 9       | 10      | 11      | 12      | 13      | 14     | 15      | 16     | 17     | Body | Umístění  |
| ---- | ---------------------- | ---------- | ------------ | ------- | ------- | ------- | ------- | ------- | ------- | ------ | ------- | ------- | ------- | ------- | ------- | ------- | ------ | ------- | ------ | ------ | ---- | --------- |
| 2001 | Orange Arrows Asiatech | Arrows A22 | Asiatech V10 | AUS Ret | MAL Ret | BRA Ret | SMR 10  | ESP Ret | AUT Ret | MON 9  | CAN Ret | EUR Ret | FRA Ret | GBR 14  | GER 8   | HUN Ret | BEL 12 | ITA Ret | USA 13 | JPN 14 | 0    | 21. místo |
| 2002 | Orange Arrows          | Arrows A23 | Cosworth V10 | AUS DSQ | MAL Ret | BRA Ret | SMR Ret | ESP Ret | AUT Ret | MON 12 | CAN Ret | EUR 10  | GBR Ret | FRA DNQ | GER Ret | HUN     | BEL    | ITA     | USA    | JPN    | 0    | 22. místo |

## Kariéra po formuli 1
Sezonu 2002 zakončil ve Světové sérii Nissan, kde pokračoval i následující sezonu, kdy skončil šestý a vyhrál 2 závody. Roku 2004 skončil se ztrátou pouhých několika bodů na třetím místě.
V sezoně 2008 startoval v USA sérii IRL i Champ Car, ale nedosáhl zde velkých úspěchů. Pro rok 2009 se přesunul do rodné Brazílie, kde jezdí ve sportovních vozech.